# كارل جورج هايس
كارل جورج هايس (بالألمانية: Carl Georg Heise)‏ هو أستاذ جامعي ألماني، ولد في 28 يونيو 1890 في هامبورغ في ألمانيا، وتوفي بنفس المكان في 11 أغسطس 1979.

## وصلات خارجية
- كارل جورج هايس على موقع مونزينجر (الألمانية)